# Великомихайлівська волость (Новооскільський повіт)
Великомихайлівська во́лость — історична адміністративно-територіальна одиниця Новооскілького повіту Курської губернії з центром у слободі Велика Михайлівка.
Станом на 1885 рік складалася з 4 поселень, об'єднаних у єдину сільську громаду. Населення — 5534 особи (6598 чоловічої статі та 6609 — жіночої), 2132 дворових господарства.
|                     | Площа, десятин | У тому числі орної, дес. |
| ------------------- | -------------- | ------------------------ |
| Сільських громад    | 13401          | 12891                    |
| Приватної власності | 30             | 29                       |
| Іншої власності     | 136            | 132                      |
| Загалом             | 14285          | 13052                    |

Основні поселення волості:
- Велика Михайлівка — колишня державна слобода біля річок Холка й Плотка за 25 верст від повітового міста, 11 943 особи, 1943 двори, 3 православні церкви, школа, богодільня, 26 лавок, 7 постоялих дворів, 26 кузень, 34 вітряних млини, 101 шкіряний і 1 клейовий завод.
- Борсук — колишній державний хутір, 499 осіб, 83 двори, православна церква, поштова станція.
- Тетянівка — колишній державний хутір біля річки Холка, 613 осіб, 102 двори.